# Битва при Лоди
Сражение при Лоди (нем. Schlacht bei Lodi) между французской армией генерала Наполеонa Бонапарта и австрийской армией Больё произошло 10 мая 1796 года. Победу одержали французы. Бонапарт, лично руководивший боем и рисковавший жизнью, приближался к позициям противника на расстояние ружейного выстрела.

## Перед сражением
После того как французским войскам под командованием Наполеона Бонапарта в битве при Монтенотте в начале итальянской кампании удалось отделить от австрийских войск и разгромить армию Королевства Сардиния, они теперь смогли обратить свое внимание на австрийские вооружённые силы. Они двинулись вдоль реки По, чтобы перерезать австрийцам связь между Миланом и Австрией.
Австрийская армия Больё отступала на восток вдоль реки По с северной стороны. С южной стороны их преследовала французская армия, часть которой в ходе преследования переправилась на северный берег. Австрийцы осознали опасность и поспешно отступили на северо-восток, к Лоди. Возле Лоди австрийцы стали переправляться по мосту через реку Адду (приток реки По).

## Ход сражения
Арьергард австрийской армии под командованием Вукасовича не успел переправиться. В 9 утра его атаковал и преследовал до Лоди авангард французской армии, нанося ему значительный урон. Город был взят французами из-за его слабой обороны. Это позволило французам продвинуться к мосту через Адду.
Переправившись на другую сторону реки в городе, командующий Зеботтендорф решил, что отступить лучше ночью, а днем оборонять мост. Простой деревянный мост длиной 180 метров было легко защитить. Силы австрийцев составляли 6577 человек. Попытка австрийцев разрушить мост была предотвращена французским огнем. 

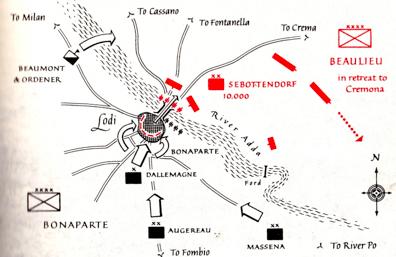
Карта сражения.

Сил французского авангарда было недостаточно для атаки моста, и он стал дождаться подхода основных сил. Первые две французские пушки, прибывшие в 11 утра, расположили для стрельбы вдоль реки, чтобы защищать мост от возможного его разрушения австрийцами. Прибывшие следом 28 пушек установили вдоль берега для стрельбы по австрийским войскам на противоположном берегу.
Наполеон сформировал колонну из 3000 пехотинцев. Также он послал отряд кавалерии с лёгкими пушками, чтобы переправиться через брод в полулье (около 2 км) к северу. Они должны были вести перестрелку с лёгкой батареей противника на его правом фланге. Тем временем французская артиллерия вынудила австрийскую пехоту отойти от моста.
В 18 часов колонна французов была готова к атаке. Она находилась ближе к позиции вражеской артиллерии, чем отошедшая австрийская пехота. Когда огонь австрийских пушек несколько ослабел, колонна, с гренадерами во главе, бросилась через мост. Когда она достигла середины, залп картечи с противоположной стороны смёл атакующих, создав затор из тел убитых и раненых. Дрогнувших солдат бросились вести вперед офицеры (среди них Андре Массена, Луи-Александр Бертье, Жан Ланн, Жан-Батист Сервони и Клод Дальмань). Французы быстро преодолели мост и, несмотря на картечный огонь (под обстрелом оказался и сам Бонапарт), захватили вражескую батарею.
Австрийские войска уже были измотаны маршами и боями без еды и деморализованы французскими обстрелами. Поскольку существовала также опасность быть отрезанными французской кавалерией, австрийцы быстро отступили к Кремоне. 

## Результаты
Австрийская армия потеряла убитыми, ранеными или пропавшими без вести 21 офицера, 2015 рядовых и 235 лошадей. Кроме того, было потеряно 12 пушек, 2 гаубицы и 30 зарядных ящиков. Потери французов составили, по одним сведениям, около 350 человек, по другим — 900.
Немедленно Бонапарт начал преследование отступающего противника и 15 мая вошёл в Милан. Фактическим итогом сражения стало завоевание Бонапартом Ломбардии.